# Дарнелл, Джеймс
Джеймс Дарнелл (англ. James Edwin Darnell Jr.; род. 9 сентября 1930, Колумбус, Миссисипи) — американский учёный. Труды в основном посвящены клеточной и молекулярной биологии. Известность принесли исследования передачи сигнала.
Доктор медицины (1955), эмерит-профессор и завлабораторией Рокфеллеровского университета, член Национальной академии наук США (1973) и Американского философского общества (2013), иностранный член Лондонского королевского общества (1996) и Шведской королевской академии наук (2004).
Удостоен Национальной научной медали США (2002) и других престижнейших наград.
Thomson Reuters Citation Laureate (2014).
Окончив Миссисипский университет (1951), в том же году был зачислен в медицинскую школу Университета Вашингтона в Сент-Луисе, в 1952 году переключился на микробиологию. Доктор медицины (1955). После однолетней интернатуры поступил в лабораторию Гарри Игла. В 1960-61 гг. занимался у Франсуа Жакоба. Получил свою первую независимую позицию в 1961 году в Массачусетском технологическом институте. С 1974 года именной профессор (Vincent Astor Professor) Рокфеллеровского университета, ныне эмерит и завлабораторией молекулярной клеточной биологии; в 1990-1991 гг. вице-президент университета по академическим делам.
Фелло Американской академии искусств и наук (1973) и Американской ассоциации содействия развитию науки (1991), а также Академии Американской ассоциации исследований рака (2014).

## Награды и отличия
- Howard Taylor Ricketts Award[нем.] (1979)
- Международная премия Гайрднера (1986)[6]
- Keith R. Porter Lecture[англ.] (1994)
- Paul Janssen Prize in Advanced Biotechnology and Medicine (1994)
- Passano Award[нем.] (1997)
- Медаль Уилсона (1998)
- Премия Диксона (1999)
- Премия Вильяма Коли (1999)
- Национальная научная медаль США (2002)[7]
- Специальная премия Ласкера-Кошланда за достижения в области медицинской науки (2002)[8]
- AACR-Irving Weinstein Foundation Distinguished Lectureship (2003)
- Премия медицинского центра Олбани (2012)
- Thomson Reuters Citation Laureate (2014)

Удостоился почётных степеней от Университета Вашингтона (1996), Albany Medical College (2000), Рокфеллеровского университета (2012).